# Transparenz in der Politik (Schweiz)
Transparenz in der Politik bedeutet, dass die Öffentlichkeit Anspruch hat auf die Informationen, wie staatliche Entscheidungsprozesse ablaufen, wer welche Entscheide trifft, welche Akteure mitwirken und welche Argumente dabei vorgebracht werden. Von Interesse kann auch sein, wie politische Aktivitäten finanziert werden.
In der schweizerischen direkten Demokratie entscheidet das Volk regelmässig in Volksabstimmungen über wichtige Sachthemen. Bei der Diskussion um Transparenz geht es hier darum, wie die Stimmberechtigten durch die Behörden über die Abstimmungsvorlagen informiert werden, sowie ob und wie die Finanzierung von Abstimmungskampagnen offengelegt werden soll.
Parlamente beraten und beschliessen grundsätzlich öffentlich; das gilt auch für die Bundesversammlung. Die Transparenz ist aber eingeschränkt bei der Vorbereitung von Parlamentsbeschlüssen durch die Parlamentskommissionen. Transparenz ist auch ein Thema im Zusammenhang mit den Fragen, wieweit die einzelnen Parlamentsmitglieder als Volksvertreter ihre Verbindungen zu Interessengruppen offenlegen müssen und wie der Lobbyismus im Parlament transparent gemacht werden kann.
Transparenz der Exekutive bedeutet, dass Bundesrat und Bundesverwaltung berechtigt und verpflichtet sind zu aktiver Information der Öffentlichkeit, aber auch dass jedermann Informationen über das Handeln von Bundesrat und Verwaltung verlangen und erhalten kann, sofern keine überwiegenden öffentlichen oder privaten Interessen entgegenstehen.

## Offenlegung der Finanzierung der Parteien und von Abstimmungs- und Wahlkampagnen

### Bund
In der Schweiz finden jährlich an zwei bis vier Terminen eidgenössische Volksabstimmungen statt. Nationale Wahlen finden alle vier Jahre statt in Form der Gesamterneuerungswahl für den Nationalrat. Die Wahlen in die zweite Kammer, den Ständerat, werden zwar durch das jeweilige kantonale Recht geregelt, finden aber heute mit einer Ausnahme (Kanton Appenzell-Innerrhoden) gleichzeitig mit den Nationalratswahlen statt. Die Abstimmungs- und Wahlkampagnen werden teils durch die politischen Parteien, zum grösseren Teil aber durch ad hoc gebildete Abstimmungskomitees, Verbände und Private geführt.
Eine im Auftrag des Eidgenössischen Justiz- und Polizeidepartements erstellte Studie kommt zum Ergebnis, dass die Aufwendungen für Abstimmungs- und Wahlpropaganda durch ausgeprägte Ungleichheiten zwischen den Parteien im Wahlkampf und zwischen den befürwortenden und gegnerischen Lagern bei Volksabstimmungen gekennzeichnet sind. Bei zwei von drei Abstimmungen kann das eine Lager mehr als viermal so viel Geld einsetzen als das andere. Klar im Vorteil ist das bürgerliche Lager. Die Studie zeigt aber auch auf, dass der Einfluss des Geldes nicht überschätzt werden sollte. Auch sehr teure Kampagnen bleiben gelegentlich erfolglos.
Das Bundesrecht kannte bis ins Jahr 2021 weder Regelungen zur Offenlegung der finanziellen Mittel, Einnahmen und Ausgaben von Parteien oder anderen politischen Akteuren, noch eine direkte staatliche Parteienfinanzierung.
In den letzten Jahrzehnten sind zahlreiche Vorstösse im Parlament für eine Offenlegung der Finanzierung von Abstimmungs- und Wahlkampagnen gescheitert.
Am 10. Oktober 2017 wurde die Eidgenössische Volksinitiative «Für mehr Transparenz in der Politikfinanzierung (Transparenz-Initiative)» eingereicht. Im Trägerverein der Initiative finden sich neben weiteren Organisationen vier im Parlament vertretene Parteien: die Sozialdemokratische Partei, die Grüne Partei, die Bürgerlich-Demokratische Partei und die Evangelische Volkspartei. Die Initiative verlangte folgende Ergänzung der Bundesverfassung: Die in der Bundesversammlung vertretenen politischen Parteien sollen gegenüber der Bundeskanzlei jährlich die Bilanz und die Erfolgsrechnung sowie den Betrag und die Herkunft sämtlicher Geld- und Sachzuwendungen im Wert von mehr als 10’000 Franken pro Jahr und Person offenlegen müssen. Personen, die im Hinblick auf eine Wahl in die Bundesversammlung (Nationalrat und Ständerat) oder auf eine eidgenössische Abstimmung mehr als 100’000 Franken aufwenden, haben vor der Wahl bzw. der Abstimmung gegenüber der Bundeskanzlei das Gesamtbudget, die Höhe der Eigenmittel sowie den Betrag und die Herkunft sämtlicher Geld- und Sachzuwendungen im Wert von mehr als 10’000 Franken pro Person offenzulegen. Die Bundeskanzlei soll die Informationen über die Finanzierung der politischen Parteien jährlich und jene über die Finanzierung von Wahl- und Abstimmungskampagnen rechtzeitig vor der Wahl oder der Abstimmung veröffentlichen. Nach der Wahl bzw. Abstimmung veröffentlicht die Bundeskanzlei die Schlussabrechnung. Die Annahme anonymer Geld- und Sachzuwendungen wird untersagt. Weiter sollen auf Gesetzesstufe Sanktionen bei Missachtung der Offenlegungspflichten festgelegt werden.
Der Bundesrat hat mit Botschaft vom 29. August 2018 der Bundesversammlung beantragt, Volk und Ständen die Ablehnung der Initiative zu empfehlen. Er bezweifelt, dass die finanziellen Mittel einen wesentlichen Einfluss auf die Ergebnisse von Abstimmungen und Wahlen haben. Eine wirksame Kontrolle der Politikfinanzierung wäre mit unverhältnismässigem Aufwand verbunden. Es bestehe das Risiko, dass sich die Regelungen umgehen liessen.
Auf Vorschlag der Staatspolitischen Kommission des Ständerates hat die Bundesversammlung am 18. Juni 2021 einen indirekten Gegenentwurf angenommen, welcher die Anliegen der Volksinitiative weitgehend aufnimmt, aber die Offenlegungsregeln anders als die Volksinitiative nicht in die Bundesverfassung, sondern in ein Bundesgesetz aufnimmt (Änderung des Bundesgesetzes über die politischen Rechte).
Das Gesetz orientiert sich am Wortlaut der Volksinitiative. Die in der Bundesversammlung vertretenen politischen Parteien müssen jährlich ihre Einnahmen sowie die erhaltenen monetären und nichtmonetären Zuwendungen offenlegen, sofern deren Wert 15'000 Franken pro Person und Jahr übersteigt (die Volksinitiative hatte einen tieferen Betrag von 10'000 Franken vorgesehen).
Bei Volksabstimmungen und Nationalratswahlen müssen die kampagnenführenden Akteure die Finanzierung ihrer Kampagnen vor der Abstimmung oder der Wahl offenlegen, wenn sie für diese Kampagnen mehr als 50'000 Franken budgetiert haben (die Volksinitiative hatte einen höheren Betrag von 100'000 Franken vorgesehen). Nach der Abstimmung oder der Wahl müssen sie die Schlussrechnung offenlegen. Die Schlussrechnung muss alle Einnahmen enthalten, einschliesslich jeder Zuwendung von mehr als 15'000 Franken pro Person und Kampagne, welche die Akteure in den letzten 12 Monaten vor der Abstimmung oder Wahl zur Finanzierung der Kampagne erhalten haben. Weil die Regelung der Ständeratswahlen in die Zuständigkeit der Kantone und nicht des Bundes fällt, muss das Budget für die Kampagne nicht offengelegt werden; wohl aber die Schlussrechnung für gewählte Mitglieder des Ständerates, da diese durch die Wahl Mitglied einer Bundesbehörde sind.
Verboten sind die Annahme von anonymen Zuwendungen sowie von Zuwendungen aus dem Ausland. Ausnahmen gelten für Zuwendungen von Auslandschweizerinnen und Auslandschweizern sowie für Ständeratswahlen.
Bei einem Verstoss gegen diese Vorschriften droht den politischen Parteien und den kampagnenführenden Akteuren eine Busse bis zu 40'000 Franken.
Nachdem das Parlament diesen indirekten Gegenentwurf beschlossen hat, hat das Initiativkomitee die Volksinitiative zurückgezogen. Der Rückzug war insofern bedingt, als die Volksinitiative dennoch zur Volksabstimmung gelangt wäre, falls gegen den indirekten Gegenentwurf das fakultative Referendum ergriffen und dieser in der Volksabstimmung abgelehnt worden wäre (Art. 73a BPR). Die Bundeskanzlei hat am 8. Oktober 2021 festgestellt, dass die Referendumsfrist unbenützt abgelaufen ist und damit der Rückzug definitiv wirksam geworden ist.
Der Bundesrat hat die Gesetzesrevision und die Verordnung, welche Einzelheiten der Umsetzung des Gesetzes regelt, auf den 23. Oktober 2022 in Kraft gesetzt. Die Offenlegungspflichten für die politischen Parteien galten erstmals für das Kalenderjahr 2023, jene für kampagnenführende Akteure für die Nationalrats- und Ständeratswahlen vom Herbst 2023. Die Finanzierung von Abstimmungskampagnen musste erstmals im Hinblick auf die eidgenössische Volksabstimmung vom 3. März 2024 offengelegt werden. Die offenlegungspflichtigen Daten müssen der Eidgenössischen Finanzkontrolle gemeldet werden, welche sie veröffentlicht.
Die erstmalige Publikation der Parteienfinanzierung erbrachte ein Total der gemeldeten Einnahmen der zwölf offenlegungspflichtigen Parteien für das Jahr 2023 von 29 Millionen Franken. An der Spitze steht die SP mit Zuwendungen von 9,03 Millionen Franken. Die SVP hat Einnahmen von 5,94 Millionen Franken, die FDP.Liberalen von 4,25 Millionen Franken und die Mitte von 3,08 Millionen Franken offengelegt. Auch die Einnahmen der Grünen (2,59 Millionen Franken) und der Grünliberalen (1,38 Millionen Franken) überschreiten die Millionengrenze. Diese Zahlen sind allerdings zu relativieren. Eine Verzerrung ergibt sich insbesondere dadurch, dass die SP Mitgliederbeiträge auf nationaler Ebene erhebt (2023: 2 Millionen Franken), während die Mitgliederbeiträge der bürgerlichen Parteien ganz oder zum grösseren Teil an die kantonalen oder kommunalen Sektionen fliessen (gemeldete Mitgliederbeiträge: SVP 157'000 Franken, FDP 97'000 Franken, Mitte 0 Franken). Diese Zuwendungen auf Kantons- und Gemeindeebene sind nicht offenlegungspflichtig, wenn eine nationale Partei besteht.

### Kantone
Seit 2011 haben sechs Kantone (Schwyz, Freiburg, Tessin, Waadt, Neuenburg und Genf) gesetzliche Grundlagen zur Offenlegung der Finanzierung der politischen Parteien und der Abstimmungs- und Wahlkampagnen geschaffen (Stand September 2024). Mit der entsprechenden Zielsetzung hat am 9. Februar 2020 der Kanton Schaffhausen eine Änderung seiner Kantonsverfassung in einer Volksabstimmung angenommen; am 13. Februar 2022 hat sich das Volk des Kantons Jura für eine entsprechende Volksinitiative in der Form der allgemeinen Anregung ausgesprochen. In der Volksabstimmung vom 22. September 2024 wurde im Kanton Zug eine Volksinitiative für eine Verfassungsänderung mit detaillierten Vorgaben zwar abgelehnt, ein Gegenvorschlag des Kantonsparlaments aber angenommen, welche den Grundsatz der Offenlegung der Finanzierung des politischen Lebens festhält. Die Umsetzung dieser drei Volksentscheide auf Gesetzesstufe steht noch bevor.

## Parlament

### Öffentlichkeit der Ratssitzungen
Die Öffentlichkeit der Parlamentsverhandlungen ist ein unverzichtbares Element für das Funktionieren einer Demokratie und gilt somit auch für die beiden Kammern (Nationalrat und Ständerat) der Bundesversammlung (Art. 158 BV). Demokratische Legitimation staatlichen Handelns entsteht, indem die Wähler das Handeln der von ihnen gewählten Ratsmitglieder nachverfolgen und gegebenenfalls bei den nächsten Wahlen sanktionieren können.
Die Öffentlichkeit wird hergestellt durch den Zugang zu den Zuschauertribünen und durch die Publikation der Ratsdebatten im «Amtlichen Bulletin» (Art. 4 ParlG). Die akkreditierten Medien haben Zugang zu den Pressetribünen und den Vorräumen der Ratssäle (Art. 5 Abs. 2 ParlG, Art. 11 ParlVV). Die Ratsdebatten werden unter www.parlament.ch live übertragen (Art. 5 Abs. 2 ParlG, Art. 14 ParlVV); ebenda finden sich alle wesentlichen Unterlagen des Parlamentsbetriebs und zahlreiche Informationen über das Parlament.
Ausnahmsweise kann zum Schutze wichtiger Sicherheitsinteressen oder aus Gründen des Persönlichkeitsschutzes eine geheime Beratung beantragt werden, wobei die Beratung über den Antrag selbst geheim ist (Art. 158 BV, Art. 4 Abs. 2 und 3 ParlG). Beispiele sind die Beratungen über Begnadigungsgesuche zum Tode verurteilter Landesverräter im Zweiten Weltkrieg. Die letzte geheime Beratung fand statt im Nationalrat am 19. Juni 1990 über den (abgelehnten) Antrag auf geheime Beratung des Kredites für den Bau eines Bunkers für den Bundesrat im Kriegsfall.

### Transparenz des Abstimmungsverhaltens der einzelnen Ratsmitglieder

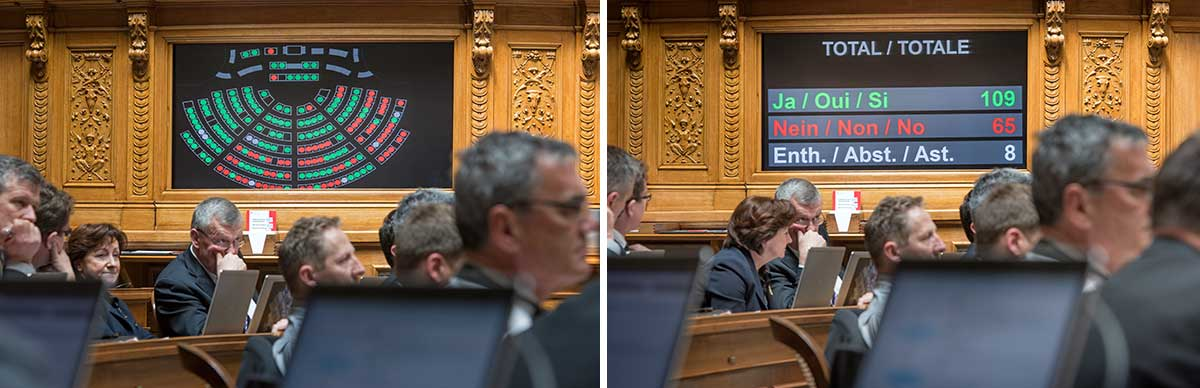
Anzeige im Nationalrat: während der Stimmabgabe (links) und danach

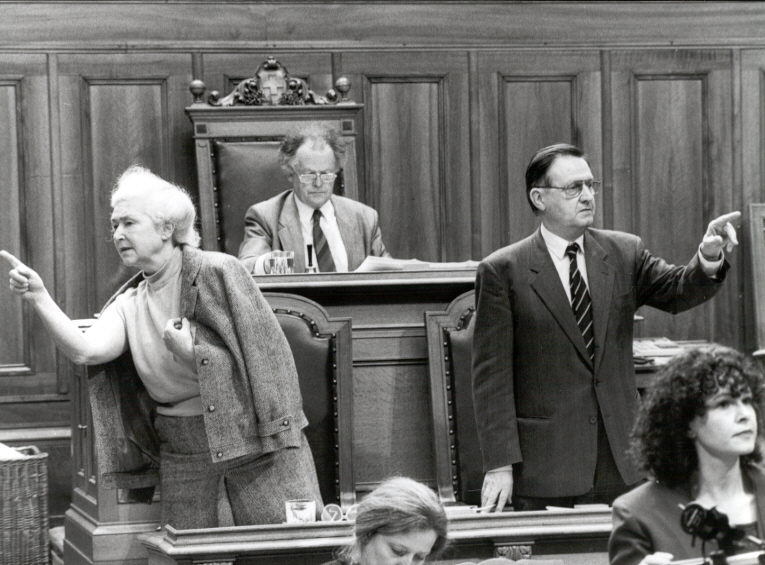
Im Ständerat wurden Abstimmungen bis 2014 von Hand ausgezählt, hier 1991

Abstimmung im Ständerat mit Erheben der Hand (1992)

Von besonderem Interesse für die Öffentlichkeit ist es, wie die einzelnen Ratsmitglieder in bestimmten Abstimmungen abgestimmt haben. Im traditionellen Verfahren (Abstimmung durch Aufstehen im Nationalrat und durch Handerheben im Ständerat) war die Stimmabgabe zwar öffentlich, aber wegen der grossen Zahl der Stimmenden und dem raschen Ablauf der Abstimmung kaum zu ermitteln. Die Ratsreglemente sahen daher vor, dass für besonders wichtige Abstimmungen auf Begehren einer qualifizierten Minderheit oder von Reglements wegen eine Abstimmung unter Namensaufruf durchgeführt wurde. Die Entwicklung einer elektronischen Abstimmungsanlage schuf die Voraussetzung dafür, dass alle Abstimmungsresultate in einem raschen und sicheren Verfahren ermittelt und veröffentlicht werden können. Der Nationalrat stellte die vollständige Transparenz in mehreren Schritten in den Jahren 1994 bis 2008 her (Art. 56 und Art. 57 GRN). Der Ständerat führte nach mehreren gescheiterten Versuchen im Jahre 2014 das elektronische Abstimmungsverfahren ein, publizierte die Namenslisten aber vorerst nach wie vor nur für bestimmte Kategorien von Abstimmungen. Im Jahre 2021 zog er nach und beschloss, das Stimmverhalten der Ratsmitglieder bei allen Abstimmungen zu veröffentlichen (Art. 44 und Art. 44a GRS).

### Transparenz der Kommissionsberatungen
Die Beratungen der Kommissionen sind vertraulich. Insbesondere darf nicht bekanntgegeben werden, wie einzelne Sitzungsteilnehmende Stellung genommen oder abgestimmt haben (Art. 47 Abs. 1 ParlG). Einzige Ausnahme sind Anhörungen von Experten oder Interessenvertretern, die öffentlich durchgeführt werden können (Art. 47 Abs. 2 ParlG), was in der Praxis nur selten geschieht. Die Kommissionen sind aber verpflichtet, die Öffentlichkeit über ihre wesentlichen Beschlüsse mit dem Stimmenverhältnis sowie über die hauptsächlichen in den Beratungen vorgebrachten Argumente zu informieren (Art. 48 ParlG, Art. 20 GRN, Art. 15 GRS). Sie können zudem wichtige Unterlagen entklassifizieren und veröffentlichen, mit Ausnahme der Kommissionsprotokolle (Art. 47a ParlG, Art. 8 ParlVV).
Weil die Beschlüsse der Bundesversammlung weitgehend durch die Ergebnisse der Kommissionsberatungen vorbestimmt werden, wird die Vertraulichkeit dieser Beratungen teilweise als demokratisch bedenklich kritisiert, eine Veröffentlichung der Sitzungsprotokolle oder ein Zugang der Medien zu den Sitzungen gefordert. Kommissionen und ihre Mitglieder sind für das jeweilige Geschäft oder Politikfeld eigentliche Schlüsselakteure im Parlament. Daher ist es von zentraler Bedeutung für Lobbyierende, die Kommissionsentscheide ihren Interessen entsprechend zu beeinflussen. Gegen die Öffentlichkeit werden schützenswerte öffentliche Interessen geltend gemacht: «Eine zentrale Voraussetzung für die Wahrnehmung der Aufgaben der parlamentarischen Kommissionen ist die Wahrung der Vertraulichkeit der Kommissionsberatungen. Ein Verzicht auf diese Vertraulichkeit würde die Aufgabenerfüllung gefährden, indem die Kommissionen ihr Recht auf Erhalt auch nicht öffentlicher Informationen gegenüber dem Bundesrat nicht mehr geltend machen können. Öffentlich tagende Kommissionen hätten mehr Mühe, Kompromisse und mehrheitsfähige Lösungen zu finden. Die Entscheidungsfindung würde in vorparlamentarische, nicht öffentliche Gremien verlagert, welche anders als die Kommissionen nicht repräsentativ zusammengesetzt sind und nicht nach demokratischen Regeln funktionieren.»

### Offenlegung der Interessenbindungen
Die Mitglieder der Eidgenössischen Räte sind verpflichtet, die Ratsbüros zu Amtsbeginn und jeweils auf Jahresbeginn über ihre beruflichen Tätigkeiten und über weitere Tätigkeiten ausserhalb des Parlamentes, insbesondere z. B. in Verwaltungsräten und ähnlichen Gremien, zu informieren. Zu den weiteren Tätigkeiten ist anzugeben, ob es sich um ein ehrenamtliches oder bezahltes Mandat handelt. Mit diesen Angaben erstellen die Parlamentsdienste ein öffentliches Register (Art. 11 ParlG). Äussern sich Ratsmitglieder im Rat oder in einer Kommission zu einem Beratungsgegenstand, der ihre persönlichen Interessen unmittelbar betrifft, so sind sie verpflichtet, darauf hinzuweisen (Art. 11 ParlG).
Diese Offenlegungspflicht dient der Transparenz über die politischen Interessenverflechtungen zwischen Staat, Wirtschaft und Gesellschaft. Sie ist Voraussetzung dafür, dass die Bürger erkennen können, welche privaten Tätigkeiten die Entscheidungsfindung der Ratsmitglieder beeinflussen können.
Mehrere Versuche, die Offenlegungspflicht auch auf die Höhe der finanziellen Erträge ausserparlamentarischer Tätigkeiten auszudehnen, sind gescheitert, z. B. im Rahmen der im Jahre 2018 abgeschlossenen Behandlung verschiedener Änderungen des Parlamentsgesetzes. Für die Mehrheit der Räte gingen «die abgelehnten Anträge von der falschen Annahme aus, dass sich ein Parlamentsmitglied umso mehr einem Unternehmen oder einer Organisation verpflichtet fühlt, desto mehr Geld es von dort bezieht.»

### Transparenz des Lobbyismus
Jedes Ratsmitglied kann für zwei Personen Dauerzutrittsberechtigungen für die nicht öffentlich zugänglichen Teile des Parlamentsgebäudes ausstellen lassen (Art. 69 Abs. 2 ParlG, Art. 16a ParlVV). Diese Personen und ihre Funktionen sind in einem öffentlichen Register einzutragen. Auf den offen zu tragenden Zutrittsausweisen wird vermerkt, in welcher Funktion die zutrittsberechtigte Person das Parlamentsgebäude aufsucht: als persönlicher Gast, als persönlicher Mitarbeiter oder als Interessenvertreter. Im letzteren Fall wird der Auftraggeber (Verband, politische Organisation usw.) angegeben. Lobbyisten können auf diesem Weg Zugang zum Parlamentsgebäude erhalten. Sie können aber auch auf Einladung eines Ratsmitglieds mit einem Tagesausweis das Parlamentsgebäude betreten, ohne registriert zu werden.
Diese Regelung gibt seit längerer Zeit Anlass zu Kritik. Kritisiert werden die rudimentären Angaben über die Tätigkeit der Lobbyisten, die Umgehungsmöglichkeiten auf dem Weg der Abgabe von Tagesausweisen und das «Götti»-System («Götti» = schweizerdeutsch für «Pate») in Form der Abgabe der Dauerausweise durch Vermittlung von Ratsmitgliedern. Vorschläge für die Schaffung eines Lobbyisten-Registers sind aber in den Jahren 2002, 2011 und 2020 gescheitert.

### Weitere Offenlegungsbestimmungen
Jedes Ratsmitglied kann einen persönlichen Mitarbeiter bestimmen, der Zugriff zu den vertraulichen Kommissionsunterlagen erhält (Art. 6c ParlVV). Die Angaben über diese persönlichen Mitarbeiter, inklusive über ihre eventuellen weiteren Arbeitgeber und die für diese ausgeübten Tätigkeiten, werden in einem öffentlichen Register publiziert.
Die Parlamentsdienste führen ein öffentliches Register über die amtlichen Reisen von Ratsmitgliedern im Ausland, mit Angabe der jährlichen Kosten pro Organ (Art. 9a VPiB).
Gemäss einer am 17. Dezember 2021 angenommenen Änderung der Parlamentsverwaltungsverordnung müssen Mitglieder der Bundesversammlung offenlegen, wenn sie neben dem schweizerischen Bürgerrecht andere Staatsangehörigkeiten besitzen.

## Bundesrat und Bundesverwaltung

### Informationsrecht und -pflicht von Bundesrat und Bundesverwaltung zu aktiver Information
Der Bundesrat «informiert die Öffentlichkeit rechtzeitig und umfassend über seine Tätigkeit, soweit nicht überwiegende öffentliche oder private Interessen entgegenstehen» (Art. 180 Abs. 2 BV). «Umfassend» bedeutet, dass objektiv, wahrheitsgetreu und vollständig informiert werden muss. Der Bundesrat hat sowohl das Recht als auch die Pflicht zu aktiver Information. Er hat das Recht, die Öffentlichkeit von seinen Ansichten zu überzeugen (Information als politisches Führungsinstrument), und die Pflicht, von sich aus die Informationsbedürfnisse der Öffentlichkeit zu befriedigen. Der Bundesrat «gewährleistet» die Information, d. h. es kann auch die ihm untergeordnete Verwaltung in seinem Auftrag oder selbstständig informieren. Der Bundesrat bestimmt einen der beiden Stellvertreter (Vizekanzler) seiner Stabsstelle, der Bundeskanzlei, als Bundesratssprecher (Art. 10a RVOG). Informationskanäle sind Medienkonferenzen und -mitteilungen, Radio und Fernsehen, Ansprachen, Interviews, Publikationen aller Art, in erster Linie online übermittelt unter www.admin.ch, den Internetseiten des Bundesrates als Kollektiv, der einzelnen Departemente und Bundesämter.
Im Vernehmlassungsverfahren werden bei der Vorbereitung jeder Verfassungsänderung, neuer Gesetzesbestimmungen, von wichtigen völkerrechtlichen Verträgen sowie anderen Vorhaben von grosser Tragweite die Kantone, die politischen Parteien und die interessierten Kreise (insbesondere Verbände) vom Bundesrat zur Stellungnahme eingeladen. Dies geschieht, indem die zuständige Stelle einen Vorentwurf und dazu einen erläuternden Bericht veröffentlicht und den interessierten Kreisen zustellt. Die eingegangenen Stellungnahmen und der Ergebnisbericht werden nach Ablauf der Vernehmlassungsfrist im Internet veröffentlicht (Art. 9 VlG).
Von besonderer Bedeutung ist die Informationspflicht des Bundesrates vor Volksabstimmungen. «Er beachtet dabei die Grundsätze der Vollständigkeit, der Sachlichkeit, der Transparenz und der Verhältnismässigkeit» (Art. 10a Abs. 2 BPR). Vor jeder Volksabstimmung wird allen Stimmberechtigten das Abstimmungsbüchlein zugestellt. Dieses enthält «eine kurze, sachliche Erläuterung des Bundesrates», «die auch den Auffassungen wesentlicher Minderheiten Rechnung trägt» (Art. 11 Abs. 2 BPR). In die Broschüre aufgenommen wird auch eine Stellungnahme der Urheberkomitees von Volksinitiativen und fakultativen Referenden. Die Erläuterungen des Bundesrates geben häufig zu Kritik Anlass. Mit Urteil vom 10. April 2019 hat das Bundesgericht erstmals eine Abstimmungsbeschwerde wegen massiver sachlicher Fehler in der Information des Bundesrates gutgeheissen und die eidgenössische Volksabstimmung vom 28. Februar 2016 über die Volksinitiative «Für Ehe und Familie – gegen die Heiratsstrafe» aufgehoben.
Die Eidgenössische Volksinitiative «Volkssouveränität statt Behördenpropaganda» wollte die Informationstätigkeit von Bundesrat und Verwaltung vor Volksabstimmungen wesentlich einschränken, wurde aber in der Volksabstimmung vom 1. Juni 2008 klar abgelehnt.

### Informationsrechte der Öffentlichkeit gegenüber der Verwaltung
Das Handeln der Verwaltung war früher grundsätzlich geheim, unter Vorbehalt von Ausnahmen. Das Bundesgesetz über das Öffentlichkeitsprinzip der Verwaltung (BGÖ, Öffentlichkeitsgesetz) vom 17. Dezember 2004 hat diesen Grundsatz umgekehrt, indem nun jede Person grundsätzlich ein Recht auf Zugang zu amtlichen Dokumenten hat, unter Vorbehalt von Ausnahmen. Das Recht auf Zugang wird verweigert, sofern ihm überwiegende öffentliche oder private Interessen entgegenstehen. Beispielsweise wird ein solches überwiegendes öffentliches Interesse anerkannt, wenn durch die Gewährung des Zugangs die freie Meinungs- und Willensbildung einer Behörde wesentlich beeinträchtigt, oder wenn die innere oder äussere Sicherheit der Schweiz gefährdet werden kann. Ein überwiegendes privates Interesse wird beispielsweise anerkannt, wenn durch die Gewährung des Zugangs die Privatsphäre wesentlich beeinträchtigt werden kann, oder Berufs-, Geschäfts- und Fabrikationsgeheimnisse offenbart werden können (Art. 7 Abs. 1 BGÖ).
Für den Streitfall ist ein Schlichtungsverfahren vorgesehen, bevor die Verwaltung eine Verfügung erlässt, welche bei einer Rekurskommission und schliesslich vor Bundesgericht angefochten werden kann. Der Eidgenössische Datenschutz- und Öffentlichkeitsbeauftragte leitet das Schlichtungsverfahren und gibt eine Empfehlung ab (Art. 18 BGÖ). Er berichtet jährlich über den praktischen Vollzug des Gesetzes.
Das BGÖ sah ursprünglich vor, dass für den Zugang zu amtlichen Dokumenten in der Regel eine Gebühr erhoben wird, ausser wenn die Bearbeitung eines Gesuches einen geringen Aufwand erfordert (Art. 17 BGÖ). Die teilweise abschreckend hohen Gebühren haben zu Kritik Anlass gegeben. Aufgrund einer parlamentarischen Initiative von Nationalrätin Edith Graf-Litscher hat die Bundesversammlung am 30. September 2022 eine Änderung des Gesetzes beschlossen. Danach werden grundsätzlich keine Gebühren mehr erhoben, ausser in begründeten Ausnahmefällen, wenn ein Zugangsgesuch eine besonders aufwändige Bearbeitung durch die Behörde erfordert.